# Atilax paludinosus
La mangusta di palude o mangusta acquatica (Atilax paludinosus Cuvier, 1829), è un mammifero carnivoro della famiglia Herpestidae. È l'unica specie del genere Atilax.

## Descrizione
Di medie dimensioni, pesa 2,5-4,1 kg, con un corpo che misura 46–62 cm e una coda di 32–53 cm. 
La mangusta di palude ha il pelame bruno scuro (più chiaro nelle regioni inferiori), con un sottopelo dalle estremità nere, lungo e ruvido sul corpo e corto sulle mani e sui piedi. Le zampe, munite di cuscinetti poco sviluppati, sono molto soffici e sensibili e ricordano quelle di un procione, con i pollici che aumentano la presa sulle superfici scivolose. Le unghie sono corte e arrotondate e vengono usate per scavare. Intorno all'ano e sul labbro superiore i peli sono scarsi. Normalmente sono presenti due paia di mammelle. I canini inferiori sono ben sviluppati mentre i denti premolari sono molto robusti e sono usati per masticare cibi duri. La coda è folta e stretta e finisce formando una punta.

## Distribuzione e habitat

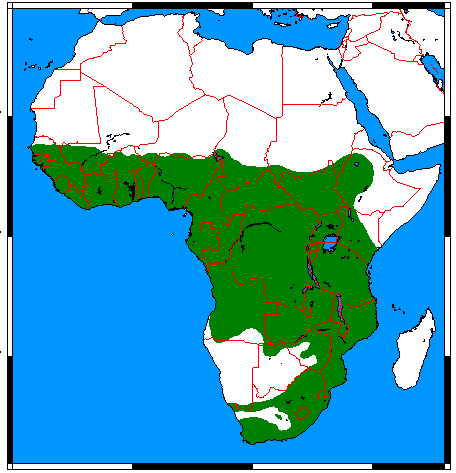
Areale

Si trova in quasi tutta l'Africa subsahariana, con una preferenza per le zone di acqua dolce stagnante circondate da densa vegetazione, come paludi, giuncheti ed estuari (sebbene ci siano stati avvistamenti in aree collinose, dove la vegetazione acquatica era scarsa o del tutto assente). La mangusta di palude è un membro importante della comunità di animali abitante nelle paludi di papiro, dove le acque deossigenate limitano la vita acquatica a molte specie animali, tra cui pesci che hanno bisogno di aria per respirare, rane, larve d'insetto, lumache e mammiferi.

## Biologia
La mangusta di palude è un vorace carnivoro, che si nutre di ogni tipo di carne di cui riesca a impadronirsi, ma anche di una grande varietà di frutta. Questa mangusta nuota frequentemente lungo le rive dei fiumi, tenendo la testa fuori dall'acqua, setacciando pazientemente e metodicamente le aperture e le fessure subacquee alla ricerca di animali acquatici con cui nutrirsi. Animale intelligente, la mangusta di palude è stata vista sbattere granchi e lumache contro le rocce allo scopo di romperne il guscio.
La mangusta di palude è solitaria ed è attiva prevalentemente di notte e al crepuscolo, sebbene sia stata osservata in attività anche durante il giorno. Nuotatrice eccellente, la mangusta di palude preferisce tuttavia tenere la testa fuori dall'acqua e si riposa frequentemente sulle chiazze d'erba e sulla vegetazione fluttuante. Regolare nelle abitudini, questa mangusta segue percorsi rigidi e ben definiti lungo la riva e in altri specchi d'acqua, nascosta frequentemente dalla vegetazione. I territori della mangusta di palude sono difesi strenuamente e solitamente comprendono le acque intorno alla loro dimora.

### Voce
Quando è minacciata, la mangusta di palude emette un verso di bassa frequenza, che non esplode mai in un grido vero e proprio, ringhiando solamente quando si sente veramente in pericolo. Se è messa con le spalle al muro o è seriamente spaventata, questa mangusta può lanciare dei getti di fluido bruno e maleodorante dalle sue sacche anali. Quando è eccitata, la mangusta di palude può emettere un lamento di tono acuto o un belato a bocca aperta.

### Riproduzione
Le abitudini riproduttive della mangusta di palude sono poco conosciute. Partorisce due cucciolate all'anno, solitamente una nella stagione secca e una in quella delle piogge. Per mettere alla luce i piccoli solitamente usa una cavità vicina all'acqua e, se questa non è disponibile, costruisce un nido con ogni sorta di giunchi, erbe e ramoscelli. Sono stati registrate cucciolate composte fino a tre piccoli, che aprono i loro occhi dopo 9-14 giorni e sono completamente svezzati dopo 30-46 giorni. La famiglia può essere accompagnata da un secondo adulto. Appena sono stati svezzati, i piccoli si allontanano.
In alcune regioni dell'Africa, la mangusta di palude viene tenuta come animale da compagnia e, se catturata da giovane, è molto domestica e pulita. In cattività, la mangusta di palude ha registrato un record di longevità di 17 anni.